# قضية الارتباط القطري
قضية الارتباط القطري أو قضية العلاقات القطرية والمعروفة أيضًا حسب وسائل الإعلام باسم "قطر غيت" (بالعبرية: קטרגייט) هي قضية سياسية في إسرائيل، تتمحور حول مزاعم بأن مستشارين مقربين لرئيس الوزراء بنيامين نتنياهو، بالإضافة إلى مقدم في قوات الاحتياط، تلقوا أموالًا من ممثلين لحكومة قطر، حليفة حماس وداعمة ماليًا لها، لتعزيز مصالحها في البلاد. في مارس 2025، أكد رئيس جهاز الأمن العام (الشاباك)، رونين بار، أن الجهاز يحقق في القضية، التي وصفها بأنها معقدة ومتعددة الجوانب. وقد أدت الفضيحة إلى اعتقال اثنين على الأقل من كبار مساعدي نتنياهو بتهمة إقامة علاقات غير قانونية مع دولة تدعم حماس. ويجري التحقيق جهاز الأمن العام (الشاباك) والشرطة الإسرائيلية.